# Bishorn
De Bishorn is een 4153 meter hoge berg in de Walliser Alpen in Zwitserland.
De berg ligt achter in het dunbevolkte Turtmanntal. Op de noordflank van de berg ligt de grote Turtmanngletsjer die zich snel terug trekt.
Uitgangspunt voor de normaalroute naar de top is de berghut Cabane de Tracuit (3265 m), die bereikbaar is vanuit Zinal (1675 m) of over de Turtmanngletsjer vanaf de Turtmannhutte (2519 m). De Bishorn behoort met de Breithorn (4164 m), de Weismies (4023 m) en de Allalinhorn (4027 m) tot de gemakkelijkere 4000-ers van de Alpen.
De westelijke top (4153 m) van de berg werd op 18 augustus 1884 voor het eerst beklommen door G. S. Barnes en R. Chessyre-Walker; geholpen door de gidsen Joseph Imboden en J. M. Chanton. De oostelijke top (Point Burnaby, 4135 m) was drie maanden eerder, op 6 mei 1884 door de Engelse Elizabeth Burnaby samen met de gidsen Joseph Imboden en Peter Sarbach beklommen.